# Sublime (banda)
Sublime fue una banda estadounidense que combinaba el reggae, el hardcore punk y el ska punk, originaria de Long Beach (California), formada en 1988. Los miembros de la banda, los cuales no cambiaron hasta su separación, eran Bradley Nowell (cantante y guitarra), Eric Wilson (bajo eléctrico) y Bud Gaugh en la batería.
Lou Dog, el dálmata de Nowell, era la mascota de la banda. Michael 'Miguel' Happoldt y Marshall 'Field' Goodman contribuyeron con algunas canciones de la banda. El cantante Nowell murió de una sobredosis de heroína en 1996. Dos meses después el grupo tendría gran éxito comercial. En 1997, algunas canciones póstumas como "Santeria", "The Wrong Way", "Doin' Time" y "April 29, 1992 (Miami)" fueron emitidas en la radio en los Estados Unidos.
Sublime produjo tres álbumes de estudio, uno en vivo y cinco álbumes de compilación ("Second-hand Smoke" es uno de los cuales contiene material nunca antes visto); además, tres extended plays y una caja recopilatoria. A pesar de que sus dos primeros álbumes —"40oz. to Freedom" (1992) y "Robbin' the Hood" —fueron populares en Estados Unidos, Sublime no alcanzó el mayor éxito comercial sino hasta 1996, con su álbum Sublime (álbum), el cual salió a la venta dos meses después de la muerte de Nowell. 
Este álbum alcanzó el número 13 en el Billboard 200 y catapultó a la fama al sencillo "What I Got", el cual sigue siendo el único sencillo de la banda en ser número uno (en el conteo del "Billboard Alternative Songs") en toda su carrera musical. Para el año 2009, la banda ya había vendido más de 17 millones de álbumes alrededor del mundo, incluyendo unos 10 millones sólo en Estados Unidos.
En 2009, los miembros restante de la banda decidieron reformar la agrupación con Rome Ramírez, un joven guitarrista de California autonombrado fan de la banda. Sin embargo, no mucho después de haber tocado en el Smokeout Festival de Cypress Hill, un juez de Los Ángeles prohibió a la nueva alineación de la banda usar el nombre "Sublime". Esto ocurrió debido a que Nowell era el propietario de los derechos del nombre Sublime, por ende, el resto de los miembros de la banda no pudieron utilizar el nombre sin la autorización y el permiso de su herencia. 
En enero de 2010, la demanda fue desestimada y la banda pasó a tocar con su nuevo miembro haciéndose llamar Sublime with Rome. Sublime with Rome lanzó su álbum debut, Yours Truly, el 12 de julio de 2011. Cinco meses después del lanzamiento, Gaugh anunció su salida de la banda.

## Historia

### Primeros años (1988–1991)
Eric Wilson y Bud Gaugh eran amigos de la infancia y crecieron juntos en el mismo vecindario en Long Beach (California). El padre de Eric, Billy Wilson, le enseñó a Gaugh cómo leer . Más adelante, Gaugh y Wilson junto con el que después sería el mánager de Sublime, Michael Happoldt, formaron un trío de punk llamado "The Juice Bros", durante sus años de preparatoria. 
Poco tiempo después, Bradley Nowell, quien recientemente había abandonado sus estudios en la Universidad de California en Santa Cruz, se unió a la banda. Nowell enseñó a Gaugh y a Wilson géneros como el reggae y el ska debido a que ellos escuchaban exclusivamente punk rock.
Sublime tuvo su primera aparición en vivo el Día de la Independencia de los Estados Unidos, el 4 de julio de 1988 en un pequeño club. Los espacios donde se daban conciertos, como los auditorios, fueron escépticos hacia la fusión tan ecléctica del estilo musical de la banda y muchos se negaron a agendar shows para la banda. 
Como respuesta a esto, la banda creó su propia compañía discográfica, Skunk Records, y anunció a los espacios de entretenimiento que ellos eran artistas pertenecientes a la disquera, lo cual ayudó a que la banda pareciera más exitosa y finalmente vendieron más shows. 
En los años siguientes, la banda se enfocó principalmente en tocar en fiestas y pequeños clubes con bandas locales de ska como Smoketracks, No Doubt y Skeletones, por mencionar solo algunas a lo largo del Sur de California. El trío grabó algunas canciones y sacaron un pequeño número de demos.
En febrero de 1990, Nowell adoptó un cachorro Dálmata (perro) de un refugio y lo llamó "Louie" en honor a su abuelo. Louie Nowell, King Louie, o Lou Dog, como lo llamaban, se volvió en algo así como la mascota de la banda. Gaugh dijo alguna vez que "Lou Dog sólo amaba a Brad porque había sido la primera vez que había recibido amor". A Lou Dog normalmente se le permitía merodear por el escenario durante las presentaciones de la banda. 
Una de las primeras tocadas de la banda en 1990 fue en un club en el centro de Long Beach llamado Toe Jams. Este club pertenecía a David Rice, James Walker, Jason Burch y Jeff King y era manejado por ellos mismos. En febrero de 1991, se organizó una fiesta privada en Toe Jams para uno de los dueños. Agradecimientos especiales para dicho club se pueden encontrar en la parte de atrás del después producido álbum "40oz to Freedom". 
A finales de 1990, Michael "Miguel" Happoldt, quien se encontraba estudiando música, se acercó a la banda y les ofreció grabar en el estudio de grabación de la escuela en la que estudiaba. 
La banda, entusiasmada, aceptó la propuesta y entraron a la escuela de forma ilícita de noche; ahí, grabaron desde la media noche hasta las siete de la mañana del siguiente día. El resultado de la sesión de grabación fue el popular casete llamado "Jah Won't Pay the Bills", el cual fue lanzado en 1991 y contenía canciones que después aparecerían en los futuros álbumes de la banda. 
El casete ayudó a la banda a ir generando raíces alrededor del Sur de California.

### 40oz. to FreedomyRobbin' the Hood(1992–1995)
Finalmente, Sublime juntó un gran grupo de seguidores en California. Después de concentrarse en tocar en eventos en vivo, la banda lanzó el álbum "40oz. to Freedom" en 1992 bajo la disquera de Nowell, Skunk Records. 
El álbum estableció la mezcla de ska, reggae. punk rock, surf rock y hip hop que caracterizaba a la banda y ayudó a reforzar el creciente número de seguidores de la banda en California. Inicialmente el álbum sólo se vendía en los shows en vivo de la banda; después, la estación de radio KROQ de rock, comenzó a transmitir la canción "Date Rape" y esto hizo que la banda se hiciera más conocida en Gran Los Ángeles, el área metropolitana de Los Ángeles.
Entre 1992 y 1993, la banda firmó, por un pequeño periodo, un contrato con True Sound, compañía perteneciente a Danny Holoway. Sin embargo, la banda permaneció con Skunk Records y después en junio de 1994, firmaron con el sello discográfico Gasoline Alley de MCA Records perteneciente a Jon Phillips quien después sería el mánager de la banda. 
La banda lazó su segundo álbum, "Robbin' the Hood", en 1994. El álbum fue algo experimental con una difusa mezcla de rock, rap, sandeces y algo de folk grabado de forma casera. "Robbin' the Hood" fue un fracaso comercial y no produjo ningún sencillo. La banda realizó muchos tours entre 1994 y 1995, se incrementó su popularidad, gradualmente, más allá de la Costa Oeste de los Estados Unidos mientras el sencillo "Date Rape" empezó a posicionarse en la radio. 
En 1995, encabezaron, junto con otras bandas, el tour Warped Tour, patrocinado por Vans. El uso de drogas dentro de la banda llevó a tensiones con los organizadores del tour debido a que Gaugh fue arrestado en múltiples ocasiones por posesión de cannabis. Finalmente, a la banda se le solicitó que abandonara el tour por una semana debido a comportamiento revoltoso después de que Lou Dog, el dálmata de Nowell, mordiera a algunos miembros de la audiencia. 
Gaugh reflexionó un poco sobre la experiencia y dijo: "Básicamente, nuestra rutina diaria consistía en despertar, beber, beber más, tocar y después beber un poco más. Decíamos sandeces a la gente. Nadie entendía nuestro sentido del humor. Después trajimos al perro y mordió a algunos patinadores, y esa fue la gota que derramó el vaso." Después del Warped Tour y del posterior tour Three Ring Circus Tour, la banda fue apresurada y presionada para producir un nuevo álbum de estudio.

### La muerte de Nowell, el último álbum y la separación (1996)
A comienzos de 1996, encabezó la primera emisión del SnoCore Tour. En febrero de ese año, empezaron a grabar el álbum Sublime (álbum), tercer álbum de la banda y el que sería su álbum debut bajo la tutela de un gran sello discográfico. Terminaron el material antes de que Nowell muriera de una sobredosis de heroína, el 25 de mayo de 1996 en un motel en San Francisco, California, lo cual ocurrió un día después de su última presentación en vivo en Petaluma, California, 5/24/96, y dos meses antes del lanzamiento del nuevo material. 
El álbum se volvió un gran éxito comercial, incluido el sencillo "What I Got", el cual llegó al número uno del Modern Rock Chart. El álbum le concedió a la banda fama internacional y desde entonces, ha sido cinco veces Disco de Platino en laCertificación de ventas discográficas. Además de "What I Got", el álbum incluía varios sencillos póstumos como "Santeria", "Doin' Time", "Wrong Way" y "April 29, 1992 (Miami)", los cuales recibieron gran cobertura radiofónica.
Jason Westfall, uno de los mánagers de la banda, fue citado al decir que "los miembros restantes de la banda no tenían interés alguno en seguir tocando y produciendo bajo el nombre "Sublime". Tal y como ocurrió con Nirvana, Sublime murió cuando Brad murió."

### Post-ruptura (1997–presente)
Un buen número de lanzamientos póstumos siguieron, entre ellos, "Second-hand Smoke" en 1997 y "Stand by Your Van" y "Sublime Acoustic: Bradley Nowell & Friends" en 1998. Para el lanzamiento de su álbum de grandes éxitos ("Greatest Hits") en 1999, la banda había sacado al mercado la misma cantidad de álbumes que cuando Nowell vivía. Una caja recopilatoria con curiosidades y grabaciones en vivo, titulada "Everything Under The Sun", fue lanzada el 14 de noviembre de 2006. Más adelante, la banda lanzó varios discos de vinilo incluyendo "40 Oz. To Freedom", "Second Hand Smoke", and "Stand By Your Van". El 16 de junio de 2012, el grupo se reunió para dar un show en el D-Tox Rockfest en Montebello, Quebec, bajo el nombre Sublime with Rome.
Después de la desaparición de Sublime, los miembros restantes Eric Wilson y Bud Gaugh, formaron la agrupación "Long Beach Dub Allstars" en 1997, la cual incluía participaciones con algunos colaboradores de Sublime como Michael "Miguel" Happoldt (miembro de grupo "The Ziggens"), Todd Forman de "3rd Alley" y "Field" Marshall Goodman. El grupo Long Beach Dub Allstars se desintegró en el 2002 debido a que varios miembros de la banda rompieron la promesa de no consumir drogas que habían hecho. 
Troy, la viuda de Nowell, estuvo recientemente en negociaciones con ejecutivos de sellos discográficos y con el empresario del entretenimiento Paul Ruffino, para producir un documental basado en el ascenso de Sublime a la fama, liderado por Bradley Nowell. La producción del proyecto se tenía que retrasar hasta que el testamento de Nowell estuviera asentado completamente. 
Bud Gaugh se unió al efímero súper-grupo Eyes Adrift, con Bud en las percusiones, Krist Novoselic (de Nirvana) en el bajo y Curt Kirkwood (de The Meat Puppets) en la guitarra y como vocalista. El 24 de septiembre de 2002, Eyes Adrift lanzó su único álbum, un LP del mismo nombre con 12 canciones. Tuvieron sólo un sencillo llamado "Alaska". 
El 5 de junio de 2013, se anunció que Sublime celebraría el aniversario número 25 de su primer show (el cual ocurrió el 4 de julio de 1988), junto con el lanzamiento del primer álbum/concierto en vivo. El álbum, titulado "3 Ring Circus: Live at the Palace – October 21, 1995", contiene metraje grabado en un show en Hollywood y se lanzó el 18 de junio

## Estilo musical e influencias
Sublime fue una de las bandas más populares de la llamada Tercera ola del ska, caracterizada específicamente como ska punk. Su género basado en la fusión y mezcla incorporaba elementos del dub, reggae, ska tanto de la primera como la segunda ola, punk rock, hardcore punk, rockabilly, dancehall improvisado, hip hop, rock psicodélico y rock acústico, los cuales fueron desarrollándose durante sus presentaciones en vivo.
Bob Marley y otros actos Jamaiquinos de reggae como Bob Marley & The Wailers y Peter Tosh, son prominentes en las canciones de Sublime, al igual que otros actos de reggae y dancehall jamaiquinos como Born Jamericans, Toots and the Maytals, The Melodians, Wayne Smith, Tenor Saw, Frankie Paul, The Wailing Souls, Barrington Levy, Half Paint y Yellowman. Adicionalmente, la banda hizo un cover de la canción "Smoke Two Joints", originalmente de The Toyes, una banda de reggae de Oregón.
Sublime fue influido fuertemente por la escena del hip hop y rap en Los Ángeles y Nueva York de las décadas de 1980 y 1990, aludiendo a actos como N.W.A. e Eazy-E (quien murió 14 meses después de Nowell), los Beastie Boys, Just-Ice, Public Enemy, Flavor Flav, KRS-One, Doug E. Fresh, Too $hort, Mobb Deep, Steady B y los Geto Boys.
La escena del heavy metal, surf rock y punk rock del sur de California también representó una importante influencia en la agrupación, especialmente los actos de Big Drill Car (quienes aparecieron en los agradecimientos de los dos primeros álbumes), The Ziggens, Minutemen (banda), Descendents, Bad Religion, The Bel-Airs, Butthole Surfers, Secret Hate y Fishbone. Sublime también fue influido por la escena del hardocre en Washington D. C., por actos como Minor Threat, Fugazi (quienes también aparecieron en los agradecimientos del primer disco) y Bad Brains. 
La banda también apuntó como influencia importante a bandas populares de California como Grateful Dead, The Doors y los Red Hot Chili Peppers. También figura la banda sensación británica The Beatles y el famoso cuarteto de pop sueco ABBA.
En su música podemos encontrar también algunas referencias al funk, rhythm and blues y soul de bandas como James Brown, The Ohio Players, Jimi Hendrix, Frank Zappa y Aswad; así como una pizca de bandas irlandesas, escocesas e inglesas como The Boomtown Rats, The Specials y Primal Scream. 
La música de la banda se caracteriza por ritmos conducidos por el bajo, ritmos de reggae, elaboradas cadencias y transiciones entre ritmos y estilos a través de las canciones, algunas veces alternando entre thrash punk, ska y reggae en la misma canción. Su música suele tener solos de guitarra basados en armonías en tono menor tanto de ritmos psicodélicos como de blues. Asimismo, contienen solos de bajo improvisados entre otros elementos. Son reconocidos por ser una de las primeras y más influyentes bandas de Reggae fusión.

## Impacto y legado
Con el éxito mainstream de su álbum homónimo, obteniendo seis veces multiplatino y ganando cobertura radial internacional, el impacto de Sublime persiste hoy en día. Como de las bandas más populares de ska punk, tiene el crédito de haber revivido el interés popular en el ska y por volver mainstream el punk rock. 
Su sonido representativo y sus canciones suelen asociarse con las playas y áreas costales del Sur de California como San Diego (California), el Condado de Orange (California), Venice (Los Ángeles) y Long Beach (California), así como áreas del Norte de California. 
Sus canciones han aparecido vía banda sonora en numerosos medios. La estación de rock alternativo de Los Ángeles, KROQ, ha posicionado a Sublime en el número 3 de su lista anual de las mejores bandas de todos los tiempos ("Top 106.7 biggest KROQ bands of all time") durante los pasados seis años, debajo de los Red Hot Chili Peppers y Nirvana, y número 81 en su lista de los 166 mejores artistas entre los años 1980 y 2008 ("Top 166 Artists of 1980-2008"). Con más de 17 millones de copias venidas alrededor del mundo, Sublime es una de las bandas de ska-punk más exitosas e influyentes de los últimos años.

## Miembros
- Bradley Nowell: voz, guitarra líder y guitarra rítmica, percusión, congas, bajo, sintetizador, samples (1988- fallecido en 1996)
- Eric Wilson: bajo, órgano, percusión, congas, sintetizador, coros (1988-1996)
- Bud Gaugh: batería, sintetizador, samples (1988-1996)

### Músicos adicionales
- Marshall Goodman («Ras MG»): batería, tornamesas (1990-1996)
- Michael Happoldt («Miguel»): asistente, guitarra líder y guitarra rítmica (1990-1996)
- Todd Forman: saxofón (1990-1996)
- Kelly Vargas: batería (1992-1993)
- Christopher Hauser: trompeta (1990-1992)
- Mike Shawcross: batería (1990-1991)

## Discografía
- 40 oz. to freedom (1992)
- Robbin' the Hood (1994)
- Sublime (álbum) (1996)